# آبشار ریبون
آبشار ریبون (به انگلیسی: Ribbon Fall) آبشاری است که در کشور ایالات متحده آمریکا واقع شده‌است و بلندترین ریزشگاه آن ۴۹۱ متر ارتفاع دارد. حوضهٔ آبریز این آبشار، رود مرسد است.

## نگارخانه

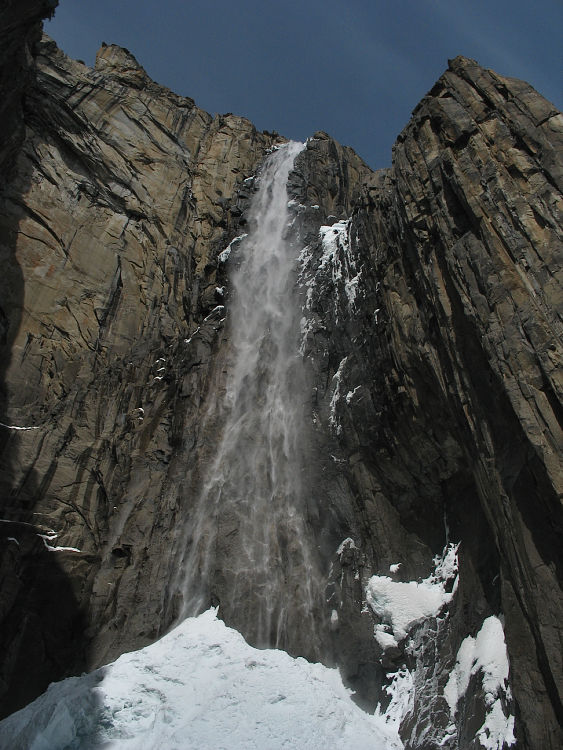